# Zeventien Keuren en Vierentwintig Landrechten
De 17 Keuren en 24 Landrechten zijn een verzameling teksten waarin delen van het recht en de vrijheden van Friesland werden vastgelegd. De teksten, overgeleverd in meerdere handschriften, dateren uit de hoge middeleeuwen. De oudste exemplaren zijn opgesteld in het Oudfries, latere edities zijn in het Latijn en het Nederduits. Er zijn weinig overeenkomsten met de Lex Frisionum, de oudste bron van Fries recht, alleen de 16e keur kan met de Lex in verband worden gebracht.

## Oorsprong
De algemeen-Friese keuren zijn in oorsprong rechten, privileges, door de Karolingische koningen en hun opvolgers aan de Friezen verleend en aanvankelijk alleen mondeling overgeleverd. Sommige zijn indirect herkenbaar in capitularia of in andere schriftelijke bronnen uit de vroege middeleeuwen. Over de eerste schriftelijke vastlegging en de taal waarin (Latijn of Oudfries) lopen de meningen uiteen.
De conclusie van het artikel van Henstra over de eerste optekening van de algemeen-Friese keuren (zie bronnen) luidt: Uit analyse van twee verschillende 11e-eeuwse weergeldbedragen vermeld in de 15e keur, het ene luidend in ponden en het andere in marken, blijkt dat deze keur eerst in Oosterlauwers Friesland is opgetekend, wellicht rond 1015-1040 in Ostringen. Niet lang daarna werd deze optekening overgenomen in Westerlauwers Friesland.
Aangezien het onwaarschijnlijk is dat alleen de 15e keur afzonderlijk zou zijn vastgelegd moet worden aangenomen, dat bij die gelegenheid een verzameling van keuren op schrift werd gesteld. Een daarop aansluitend Oosterlauwers naast een Westerlauwers traject van schriftelijke overdracht in de Oudfriese taal sluit goed aan op de bevindingen van Johanneke Sytsema, enkele jaren geleden. Het Oosterlauwerse traject begon het eerst. Enkele hieruit voortgekomen bewerkingen zijn voortgezet tot in de late middeleeuwen.
Het daarvan afgeleide Westerlauwers traject begon iets later en is daarentegen eerder geëindigd, zodat de overgeleverde vorm archaïscher is. In dit traject stonden de bewerkingen onder invloed van het regime van de bisschop van Utrecht. De initiële beweegreden tot schriftelijke vastlegging van de keuren, door Friezen voor Friezen, kan zijn gelegen in de noodzaak om de Friese privileges eenvormig en gezaghebbend - want in geschrifte - bekend te laten worden in wijde kring, toen de koninklijke ambtenaren, de graven, zich begonnen op te stellen als soevereine landsheren en daarmee een bedreiging gingen vormen voor de Friese rechten. De eerste geschreven keuren hadden zodoende de strekking van een appel aan de Friese voormannen.
Terwijl de algemeen-Friese keuren betrekking hebben op de relatie van de (vrije) Friezen tot de koning hebben de algemeen-Friese Landrechten betrekking op de relatie tussen Friezen onderling. Volgens Algra zijn deze landrechten oorspronkelijk een particuliere verzameling bestaande uit jurisprudentie van een of meer landgerechten, die later een officiële status hebben verkregen.
Over de oorsprong ervan bestaan verschillende oudere opvattingen. Als eerste is er de Magnussage. De Friezen zouden, tegen ieders verwachting in, onder hun aanvoerder Magnus, Rome voor Karel de Grote veroverd hebben. Deze verleende hun daarop een uit zeven artikelen bestaand privilege (de Magnuskerren), dat hen vrijmaakte. Daarnaast werden de vrijheden van de Friezen vastgelegd in de 17 keuren en de 24 landrechten. In sommige geschriften worden ook nog de 36 seendrechten toegevoegd.
Een meer waarschijnlijke versie dan die van de Magnus-sage is dat de keuren in de twaalfde eeuw zijn opgeschreven, de landrechten iets later. Omdat er meerdere handschriften bewaard zijn gebleven, uit meerdere Friese gebieden, valt moeilijk met zekerheid te zeggen waar de regels zijn ontstaan, en wat de oorsprong van de verschillende keuren is. Ten aanzien van de landrechten wordt aangenomen dat deze van oorsprong een particuliere verzameling geweest zijn, waarschijnlijk mede bedoeld als commentaar op de 17 keuren. Bijkomend probleem is dat de verschillende versies nogal van elkaar verschillen, zodat niet alleen de oorsprong onduidelijk is, maar ook de oorspronkelijke inhoud moeilijk is vast te stellen.
Aannemelijk is dat de verschillende keuren ook niet allemaal uit dezelfde periode stammen. Op enig moment is het aantal keuren gefixeerd op 17. Algra schetst in zijn boek een ontwikkeling waarbij de keuren hun oorsprong vinden in Westerlauwers Friesland, (de huidige provincie Friesland), terwijl de vaststelling van de keuren en landrechten als algemeen Fries recht waarschijnlijk in de Ommelanden heeft plaatsgevonden als fundament voor de Friese vrijheid in de vroege dertiende eeuw. Uit het artikel van Henstra blijkt evenwel dat de Westerlauwerse versie van de keuren van later tijd zijn dan de Oosterlauwerse (tussen Lauwers en Wezer); beide versies zijn door hem echter wel gedateerd op de elfde eeuw.

## Betekenis
Naast de rechtshistorische betekenis zijn de 17 keuren en 24 landrechten vooral van belang omdat de handschriften voor een groot deel in het Oudfries zijn geschreven. Het zijn de oudste bewaarde teksten in die taal. Daarnaast wordt in een van de versies, de Hunsinger codex, de verlening van het zogenaamde Karelsprivilege in dichtvorm verhaald.
Het op schift stellen van de 17 keuren en 24 landrechten hangt waarschijnlijk deels samen met het uitdragen van de Friese vrijheid. De verwijzing naar het Karelsprivilege moest benadrukken dat de Friezen geen andere heer erkenden dan de Keizer.
Voor een deel kan dat ook de verklaring zijn voor de verschillen in redactie tussen de verschillende versies. Verwijzingen naar grafelijke functionarissen zijn in handschriften die stammen uit de Ommelanden niet te vinden, de Friese Vrijheid was daar rond 1100 al praktijk. In sommige Westerlauwerse handschriften zijn nog wel dergelijke sporen te vinden, hetgeen correspondeert met de in ieder geval op dat moment formeel nog bestaande werkelijkheid dat die streek nog de graaf (dan wel de bisschop van Utrecht, dan wel de graaf van Holland) als landsheer erkende.

## Datering
De datering van de 17 keuren werd lange tijd opgehangen aan een precedent in de 17 keuren (14e keur), namelijk over de rechten van een persoon die terugkomt na ontvoerd te zijn door de Noormannen, en anderen op zijn boerderij vindt. Omdat de laatste inval van de Noormannen in 1042 moet zijn geweest, betoogde von Richthofen dat de tekt pas na deze datum kan zijn ontstaan. Ook Nico Algra dateerde de teksten op de 11e eeuw. Rolf Bremmer betoogt in zijn boek Hir is eskriven (hoofdstuk 8) dat de 17 keuren en 24 Landrechten in schriftelijke de vorm waarin ze zijn overgeleverd niet veel ouder dan 1200 kunnen zijn. Recent gevonden Friese teksten uit het eerste kwart van de twaalfde eeuw maken een vroegere datering weer annemelijker.